# Карховка (Черниговская область)
Кархо́вка (укр. Кархі́вка) — село Черниговского района Черниговской области Украины, центр сельского Совета. Расположено в междуречье Днепра и Десны, в 30 км от районного центра и в 5 км от железнодорожной станции Малейки на линии Чернигов — Овруч.  Население 930 человек.

## История
Первое письменное упоминание о селе Карховка датируется 1712 годом. Советская власть установлена в январе 1918 г. В годы гражданской войны жители села сражались в рядах Червоного казачества и в Богунском полку. На фронтах Великой Отечественной войны сражались 526 жителей села, из них 217 награждены орденами и медалями, 256 — погибли. 30 местных жителей были заживо сожжены гитлеровцами во время оккупации села. Установлены памятники в честь советских воинов, «погибших при освобождении Карховки от немецко-фашистских захватчиков», и воинов-односельчан, «павших смертью храбрых в борьбе против гитлеровских оккупантов».

## Власть
Орган местного самоуправления — Карховский сельский совет. Почтовый адрес: 15551, Черниговская обл., Черниговский р-н, с. Карховка, ул. Тракторная, 8.
Карховскому сельскому совету, кроме с. Карховка, подчинено сёло Леньков Круг.

## Транспорт
В 5 км от села расположена железнодорожная станция Малейки участка Чернигов — Овруч Юго-Западной железной дороги.